# Peter Senge
Peter Michael Senge (* 1947) je americký vědec v oboru managementu přednášející na Massachusetts Institute of Technology (MIT). Zasloužil se o rozvoj konceptu učící se organizace.

## Životopis
Peter Senge se narodil v roce 1947. Vystudoval letecké a kosmické inženýrství na Stanfordově univerzitě, souběžně studoval také filozofii. V roce 1972 získal na MIT magisterský titul v oboru modelování sociálních systémů a v roce 1978 doktorát v oboru management.
Byl ředitelem Centra pro organizační učení (Center for Organizational Learning) na Sloanově škole managementu. Založil Společnost pro organizační učení (Society for Organizational Learning, SoL), přednáší na MIT.

## Kariéra

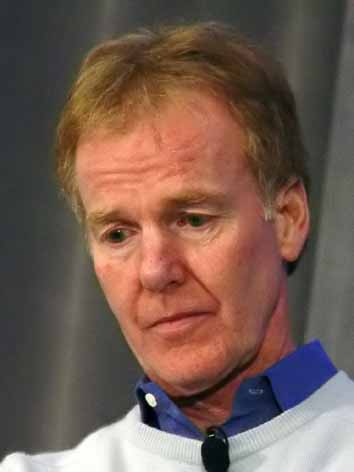
Peter M. Senge 2004

Peter Senge byl žákem J. W. Forrestera. Navázal na dílo Chrise Argyrise a Roberta Fritze. Své knihy opřel o průkopnické práce s pěti disciplínami (mentální modely, osobní mistrovství, společně sdílené vize, týmové učení, systémové myšlení) při poradenství od 70. a 80. let ve společnostech Ford, Chrysler, Shell, AT&T, Hannover Insurance, Harley-Davidson.
Senge v 90. letech publikoval knihu Pátá disciplína, ve které rozvinul koncept učící se organizace. Pohlíží na organizace jako na dynamické systémy  ve stavu nepřetržité adaptace a zlepšování.